# 도메스틱 쇼트헤어
도메스틱 쇼트헤어(Domestic short-haired cat)는 고양이과에 속하는 동물로, 짧은 털을 가지고 있다. 영국에서는 때때로 moggie라고 부른다. 도메스틱 쇼트헤어는 코리안 쇼트헤어, 브리티시 쇼트헤어, 아메리칸 쇼트헤어 등 다양한 등록기관에서 인정하는 '쇼트헤어' 이름을 가진 표준화된 품종과 구별된다. 도메스틱 쇼트헤어 고양이는 미국에서 가장 흔한 종류의 고양이로 개체수의 약 95%를 차지한다.

## 같이 보기
- 도메스틱 롱헤어